# Гостев, Игорь Анатольевич
И́горь Анато́льевич Го́стев (род. 24 октября 1985, Пенза) — российский легкоатлет, специалист по бегу на короткие дистанции. Выступал на профессиональном уровне в 2003—2012 годах, член сборной России, многократный призёр первенств национального значения, участник ряда крупных международных стартов. Представлял Москву и Пензенскую область. Мастер спорта России международного класса.

## Биография
Игорь Гостев родился 24 октября 1985 года в Пензе. Окончил Пензенский государственный университет.
Занимался лёгкой атлетикой в пензенской Школе высшего спортивного мастерства, в Центре олимпийской подготовки Пензенской области.
Впервые заявил о себе в сезоне 2003 года, когда в беге на 60 метров выиграл зимний студенческий чемпионат в Москве.
В 2005 году в дисциплине 100 метров одержал победу на молодёжном всероссийском первенстве в Туле, стал пятым на взрослом чемпионате России в Туле и четвёртым на Кубке России в Туле. Будучи студентом, представлял страну на Универсиаде в Измире — в индивидуальном беге на 100 метров дошёл до стадии полуфиналов, тогда как в эстафете 4 × 100 метров занял в финале пятое место.
В 2007 году в беге на 60 метров получил серебро на зимнем чемпионате России в Волгограде, стартовал на чемпионате Европы в помещении в Бирмингеме. В беге на 100 метров дошёл до полуфинала на молодёжном европейском первенстве в Дебрецене, стал серебряным призёром на летнем чемпионате России в Туле. В качестве запасного бегуна находился в составе эстафетной команды на чемпионате мира в Осаке, но в итоге выступить здесь ему не довелось.
В 2008 году завоевал серебряную награду в дисциплине 60 метров на зимнем чемпионате России в Москве. На Кубке Европы в Анси занял 11-е место в беге на 100 метров и пятое место в эстафете 4 × 100 метров. На летнем чемпионате России в Казани в тех же дисциплинах был вторым и третьим соответственно.
На чемпионате России 2010 года в Саранске взял бронзу на дистанции 100 метров и в эстафете 4 × 100 метров.
В 2011 году на чемпионате России в Чебоксарах добавил в послужной список ещё одну бронзовую награду, выигранную в эстафете 4 × 100 метров.
Завершил спортивную карьеру по окончании сезона 2012 года.
За выдающиеся спортивные достижения удостоен почётного звания «Мастер спорта России международного класса».